# Natation aux Jeux africains de 2011
Navigation
Jeux africains 2007 Jeux africains 2015
La compétition de Natation aux Jeux africains aux 10e Jeux africains a eu lieu à  Maputo (Mozambique), du 5 au 10 septembre 2011

## Médaillés

### Hommes
| Épreuves               | Or                                                                                        | Argent                                                                                  | Bronze                                                                   |
| Nage libre             | Nage libre                                                                                | Nage libre                                                                              | Nage libre                                                               |
| ---------------------- | ----------------------------------------------------------------------------------------- | --------------------------------------------------------------------------------------- | ------------------------------------------------------------------------ |
| 50 m                   | Gideon Louw 22 s 34                                                                       | David Dunford 22 s 71                                                                   | Jason Dunford 22 s 87                                                    |
| 100 m                  | David Dunford 49 s 48                                                                     | Jason Dunford 49 s 71                                                                   | Gideon Louw 49 s 80                                                      |
| 200 m                  | Ahmed Mathlouthi 1 min 48 s 95                                                            | Darian Townsend 1 min 49 s 04                                                           | Jean Basson 1 min 51 s 06                                                |
| 400 m                  | Ahmed Mathlouthi 3 min 54 s 03                                                            | Riaan Schoeman 3 min 58 s 49                                                            | Mark Randall 3 min 59 s 82                                               |
| 800 m                  | Ahmed Mathlouthi 8 min 10 s 0                                                             | Mark Randall 8 min 10 s 04                                                              | Jasper Venter 8 min 21 s 76                                              |
| 1 500 m                |                                                                                           |                                                                                         |                                                                          |
| Dos                    |                                                                                           |                                                                                         |                                                                          |
| 50 m                   | Charl Crous 26 s 06                                                                       | Jason Dunford 29 s 19                                                                   | Garth Tune 26 s 74                                                       |
| 100 m                  | Charl Crous 55 s 26                                                                       | Darren Murray 55 s 96                                                                   | Mohamed Hussein 57 s 63                                                  |
| 200 m                  | Darren Murray 2 min 1 s 74                                                                | Charl Crous 2 min 1 s 88                                                                | Taki Mrabet 2 min 5 s 19                                                 |
| Brasse                 |                                                                                           |                                                                                         |                                                                          |
| 50 m                   | Cameron van der Burgh 27 s 81                                                             | Malick Fall 28 s 33                                                                     | Nabil Kebbab 28 s 71                                                     |
| 100 m                  | Cameron van der Burgh 1 min 2 s 44                                                        | Wassim Elloumi 1 min 3 s 17                                                             | Nabil Kebbab 1 min 3 s 80                                                |
| 200 m                  | Taki Mrabet 2 min 16 s 51                                                                 | Wassim Elloumi 2 min 18 s 58                                                            | Sofiane Daid 2 min 19 s 74                                               |
| Papillon               |                                                                                           |                                                                                         |                                                                          |
| 50 m                   | Jason Dunford 23 s 57                                                                     | Neil Watson 24 s 31                                                                     | Garth Tune 24 s 70                                                       |
| 100 m                  | Jason Dunford 52 s 13                                                                     | Chad Le Clos 52 s 17                                                                    | Neil Watson 55 s 14                                                      |
| 200 m                  | Chad Le Clos 1 min 56 s 37                                                                | Jason Dunford 2 min 2 s 52                                                              | Pedro Pinotes 2 min 5 s 47                                               |
| Quatre nages           |                                                                                           |                                                                                         |                                                                          |
| 200 m                  | Chad Le Clos 2 min 0 s 70                                                                 | Darian Townsend 2 min 1 s 76                                                            | Taki Mrabet 2 min 3 s 46                                                 |
| 400 m                  | Chad Le Clos 4 min 16 s 88                                                                | Taki Mrabet 4 min 21 s 11                                                               | Riaan Schoeman 4 min 25 s 32                                             |
| Relais                 |                                                                                           |                                                                                         |                                                                          |
| 4 × 100 m nage libre   | Afrique du Sud Leith Shankland Chad Le Clos Gideon Louw Darian Townsend 3 min 19 s 42     | Algérie Nabil Kebbab Oussama Sahnoune Youghourta Haddad Ryad Djendouci 3 min 26 s 51    | Kenya Jason Dunford David Dunford Rama Vyombo Kiptolo Boit 3 min 29 s 84 |
| 4 × 200 m nage libre   | Afrique du Sud Jasper Venter Riaan Schoeman Leith Shankland Darian Townsend 7 min 33 s 63 | Algérie Badis Djendouci Ryad Djendouci Abdelghani Nefsi Youghourta Haddad 7 min 49 s 59 | Kenya David Dunford Amar Shah Kiptolo Boit Jason Dunford 8 min 1 s 07    |
| 4 × 100 m quatre nages | Afrique du Sud Charl Crous Darian Townsend Chad Le Clos Gideon Louw 3 min 46 s 74         | Algérie Badis Djendouci Sofiane Daid Oussama Sahnoune Nabil Kebbab 3 min 51 s 09        | Kenya David Dunford Amar Shah Jason Dunford Rama Vyombo 3 min 53 s 55    |

### Femmes
| Épreuves               | Or                                                                                             | Argent                                                                           | Bronze                                                                                         |
| Nage libre             | Nage libre                                                                                     | Nage libre                                                                       | Nage libre                                                                                     |
| ---------------------- | ---------------------------------------------------------------------------------------------- | -------------------------------------------------------------------------------- | ---------------------------------------------------------------------------------------------- |
| 50 m                   | Karin Prinsloo 25 s 98                                                                         | Nicole Horn 26 s 73                                                              | Suzaan Van Biljon 26 s 75                                                                      |
| 100 m                  | Karin Prinsloo 56 s 05                                                                         | Nicole Horn 58 s 01                                                              | Zeineb Khalfallah 58 s 11                                                                      |
| 200 m                  | Karin Prinsloo 1 min 59 s 84                                                                   | Zeineb Khalfallah 2 min 5 s 44                                                   | Natasha De Vos 2 min 6 s 20                                                                    |
| 400 m                  | Roxanne Tammadge 4 min 19 s 73                                                                 | Sarra Lajnef 4 min 20 s 75                                                       | Rene Warnes 4 min 21 s 58                                                                      |
| 800 m                  | Roxanne Tammadge 8 min 54 s 64                                                                 | Rene Warnes 8 min 59 s 23                                                        | Shrone Austin 9 min 8 s 10                                                                     |
| 1 500 m                | Roxanne Tammadge 17 min 3 s 22                                                                 | Melia Mghezzi Bekhouche 17 min 21 s 95                                           | Shrone Austin 17 min 27 s 76                                                                   |
| Dos                    |                                                                                                |                                                                                  |                                                                                                |
| 50 m                   | Karin Prinsloo 29 s 28                                                                         | Mandy Loots 29 s 76                                                              | Amel Melih 31 s 01                                                                             |
| 100 m                  | Kirsty Coventry 1 min 0 s 86                                                                   | Karin Prinsloo 1 min 1 s 46                                                      | Amel Melih 1 min 7 s 27                                                                        |
| 200 m                  | Kirsty Coventry 2 min 12 s 40                                                                  | Mandy Loots 2 min 16 s 68                                                        | Natasha De Vos 2 min 18 s 18                                                                   |
| Brasse                 |                                                                                                |                                                                                  |                                                                                                |
| 50 m                   | Suzaan van Biljon 32 s 88                                                                      | Miriam Corsini 33 s 74                                                           | Rachael Tonjor 33 s 81                                                                         |
| 100 m                  | Suzaan van Biljon 1 min 10 s 40                                                                | Sarra Lajnef 1 min 12 s 78                                                       | Samantha Welch 1 min 15 s 39                                                                   |
| 200 m                  | Suzaan van Biljon 2 min 31 s 53                                                                | Sarra Lajnef 2 min 34 s 17                                                       | Kathryn Meaklim 2 min 36 s 16                                                                  |
| Papillon               |                                                                                                |                                                                                  |                                                                                                |
| 50 m                   | Farida Osman 27 s 08                                                                           | Mandy Loots 27 s 30                                                              | Binta Zahra Diop 28 s 45                                                                       |
| 100 m                  | Mandy Loots 1 min 59 s 86                                                                      | Kirsty Coventry 1 min 2 s 20                                                     | Bianca Meyer 1 min 3 s 14                                                                      |
| 200 m                  | Mandy Loots 2 min 12 s 46                                                                      | Bianca Meyer 2 min 16 s 66                                                       | Sarah Hadj Abderahmane 2 min 20 s 61                                                           |
| Quatre nages           |                                                                                                |                                                                                  |                                                                                                |
| 200 m                  | Kirsty Coventry 2 min 13 s 70                                                                  | Amanda Loots 2 min 15 s 71                                                       | Kathryn Meaklim 2 min 18 s 60                                                                  |
| 400 m                  | Kirsty Coventry 4 min 44 s 34                                                                  | Kathryn Meaklim 4 min 46 s 33                                                    | Bianca Meyer 4 min 51 s 20                                                                     |
| Relais                 |                                                                                                |                                                                                  |                                                                                                |
| 4 × 100 m nage libre   | Afrique du Sud Karin Prinsloo Natasha De Vos, Roxanne Tammadge Suzaan Van Biljon 3 min 53 s 93 | Zimbabwe Kirsty Coventry Samantha Welch Kirsten Lapham Nicole Horn 3 min 57 s 81 | Algérie Fella Benaceur Melia Mghezzi Bekhouche Sarah Hadj Abderahmane Amel Melih 4 min 2 s 84  |
| 4 × 200 m nage libre   | Afrique du Sud Roxanne Tammadge Rene Warnes Karin Prinsloo Dominique Dryding 8 min 28 s 20     | Zimbabwe Kirsten Lapham Samantha Welch Kirsty Coventry Nicole Horn 8 min 42 s 23 | Algérie Amel Melih Melia Mghezzi Bekhouche Sarah Hadj Abderahmane Fella Benaceur 8 min 57 s 78 |
| 4 × 100 m quatre nages | Afrique du Sud Karin Prinsloo Suzaan Van Biljon Amanda Loots Natasha De Vos, 4 min 14 s 0      | Zimbabwe Kirsten Lapham Samantha Welch Kirsty Coventry Nicole Horn 4 min 24 s 01 | Algérie Amel Melih Melia Mghezzi Bekhouche Sarah Hadj Abderahmane Fella Benaceur 4 min 29 s 29 |

## Natation handisport

### Hommes
| Épreuves                              | Or                           | Argent                       | Bronze                        |
| ------------------------------------- | ---------------------------- | ---------------------------- | ----------------------------- |
| 100 m nage libre multi-classes S6-S10 | Kevin Paul 55 s 44           | Achmat Hassiem 55 s 65       | Kevin Waller 1 min 2 s 92     |
| 100 m dos, multi-classes S6-S10       | Achmat Hassiem 1 min 11 s 39 | Kevin Waller 1 min 18 s 62   | Silvio Lopes 1 min 22 s 59    |
| 200 m 4 nages, multi-classes S6-S10   | Kevin Paul 2 min 19 s 05     | Achmat Hassiem 2 min 29 s 01 | Titilayo Badmus 2 min 56 s 73 |

### Femmes
| Épreuves                              | Or                            | Argent                       | Bronze                           |
| ------------------------------------- | ----------------------------- | ---------------------------- | -------------------------------- |
| 100 m nage libre multi-classes S6-S10 | Natalie Du Toit 1 min 3 s 24  | Shireen Sapiro 1 min 7 s 62  | Emily Gray 1 min 8 s 77          |
| 100 m dos, multi-classes S6-S10       | Natalie Du Toit 1 min 11 s 73 | Shireen Sapiro 1 min 10 s 86 | Irene Bandeira 1 min 57 s 66     |
| 200 m 4 nages, multi-classes S6-S10   | Natalie Du Toit 2 min 35 s 01 | Emily Gray 2 min 50 s 20     | Vera Toma Agbe-Ere 3 min 14 s 06 |

## Tableau des médailles
| Rang | Nation         | Or | Argent | Bronze | Total |
| ---- | -------------- | -- | ------ | ------ | ----- |
| 1    | Afrique du Sud | 33 | 22     | 18     | 73    |
| 2    | Tunisie        | 4  | 7      | 3      | 14    |
| 3    | Zimbabwe       | 4  | 6      | 1      | 11    |
| 4    | Kenya          | 3  | 4      | 4      | 11    |
| 5    | Égypte         | 1  | 0      | 1      | 2     |
| 6    | Algérie        | 0  | 4      | 9      | 13    |
| 7    | Sénégal        | 0  | 1      | 1      | 2     |
| 8    | Mozambique     | 0  | 1      | 0      | 1     |
| 9    | Angola         | 0  | 0      | 3      | 3     |
| 9    | Nigeria        | 0  | 0      | 3      | 3     |
| 11   | Seychelles     | 0  | 0      | 2      | 2     |
|      | Total          | 45 | 45     | 45     | 135   |